# Tropo (retorica)

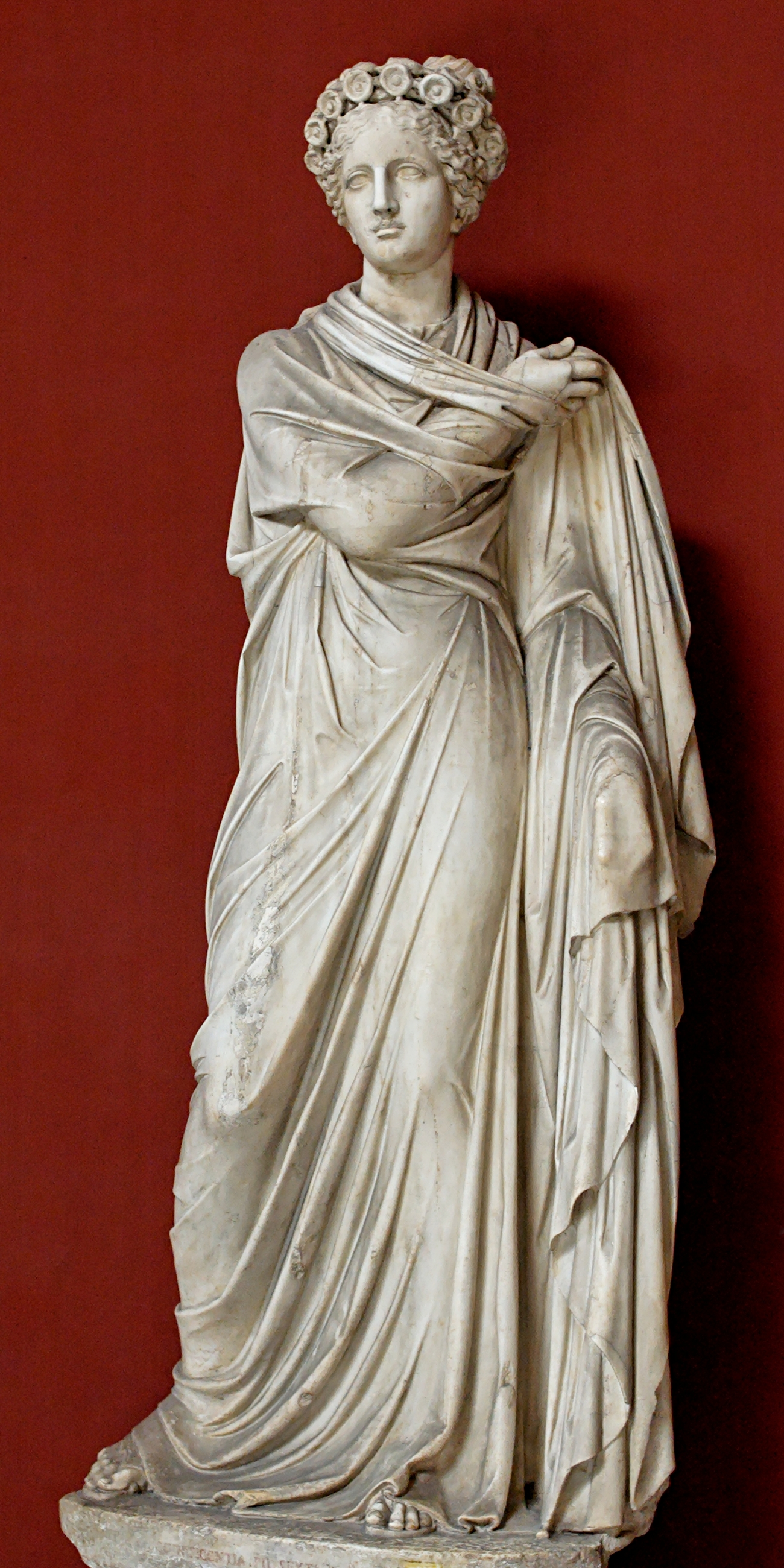
Polimnia, musa della retorica e canto sacro.

Il tropo (dal greco τρόπος trópos, derivato da trépō, «volgo, trasferisco») o traslato è l'utilizzo retorico di una "deviazione e trasposizione di significato", quando l'uso di un'espressione normalmente legata ad un campo semantico viene attribuito "per estensione" ad altri oggetti o modi di essere. Il suo uso è detto "tropologia", termine che indica un parlare per tropi.

## Descrizione
Si ha un tropo quando a un elemento della linea sintagmatica se ne sostituisce un altro, attraverso un'opzione paradigmatica. Particolare esempio è la metafora, tanto è vero che la tropologia è anche denominata metaforologia. Tipi specifici di metafora sono infatti quasi tutti i tropi. La tropologia è, assieme alla figuratica, uno dei due rami della retorica microtestuale. I tropi risultano quindi definiti anche come figure retoriche. Il tropo indica qualsiasi figura retorica in cui un'espressione:
- è trasferita dal significato che le si riconosce come proprio ad un altro figurato;
- è destinata a rivestire, per estensione, un contenuto diverso da quello originario e letterale.

## Tipologia
Nella retorica classica, secondo Heinrich Lausberg, sono classificati come tropi:
- Allegoria, il testo sviluppa sensi diversi: uno letterario l'altro allegorico;
- Antonomasia, un nome è sostituito da una denominazione che lo caratterizza;
- Catacresi, sostituzione linguistica dovuta alla mancanza di un termine specifico;
- Eufemismo, sostituzione di un termine diretto con uno attenuativo;
- Iperbole, esagerare un concetto spingendolo oltre i limiti della verosimiglianza;
- Ironia, l'affermazione del contrario di ciò che si pensa;
- Litote, negazione del contrario di ciò che si vuole affermare;
- Metafora, resa tramite il trasferimento di significato dovuto alla somiglianza;
- Metonimia, sostituzione in base ad un criterio di contiguità o logica o materiale;
- Perifrasi, sostituzione di un termine con un giro di parole;
- Sineddoche, sostituzione di un termine con un altro che ne rappresenta solo un dettaglio.

## Esempio
"Il re della foresta" (riferito al leone): la parola re normalmente viene usata per indicare un uomo che ha il titolo di sovrano, ma in questo esempio viene usato con significato affine ma non proprio (metafora).